# 布罗 (科多尔省)
布罗（法語：Braux，法語發音：[bʁo]）是法国科多尔省的一个市镇，位于该省西部，属于蒙巴尔区。

## 地理
布罗（47°24'34"N, 4°25'28"E）面积12.84 平方千米，位于法国勃艮第-弗朗什-孔泰大區科多尔省，该省份为法国中东部省份，北起奥布省，西接涅夫勒省和约讷省，南至索恩-卢瓦尔省，东南接汝拉省，东临上索恩省，东北部与上马恩省接壤。
与布罗接壤的市镇（或旧市镇、城区）包括：沙里尼、欧苏瓦地区圣科隆布、下沙里尼新城、布里亚尼、克拉姆雷、马尔西尼苏蒂勒、马里尼勒卡韦、阿尔芒松河畔蒙蒂尼。

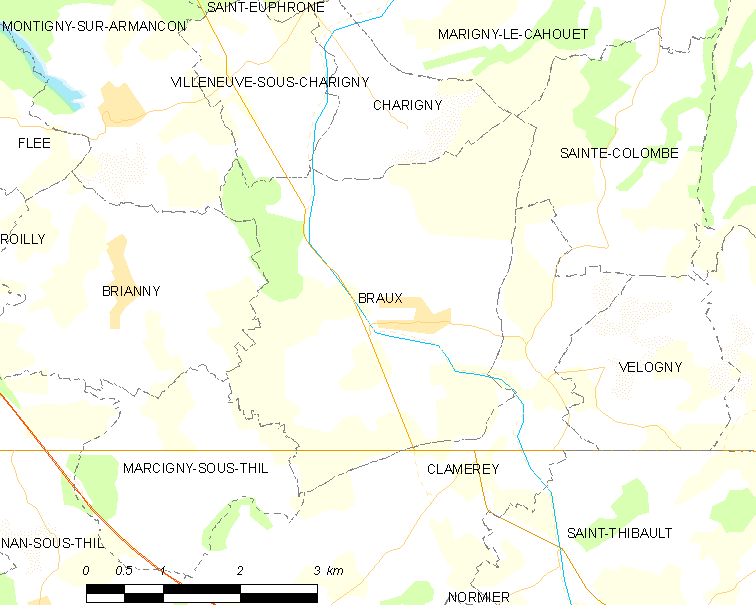
的OSM定位图

布罗的时区为UTC+01:00、UTC+02:00（夏令时）。

## 行政
布罗的邮政编码为21390，INSEE市镇编码为21101。

## 政治
布罗所属的省级选区为欧苏瓦地区瑟米尔县。

## 人口

1962-2008年间人口变化图示

布罗于2022年1月1日时的人口数量为175人。